# Скотт-Бейс
Скотт-Бейс (англ. Scott Base) — новозеландская круглогодичная антарктическая научная станция, расположенная на самом юге полуострова Хат-Пойнт острова Росса, в непосредственной близости от вулкана Эребус, на территории Росса. Станция расположена в 2 км от американской станции Мак-Мердо (США) и в 1353 км от Южного полюса. Станция находится под управлением Новозеландского института Антарктики (New Zealand Antarctic Institute). Станция получила своё название в честь увековечивания памяти Роберта Скотта — британского исследователя и путешественника, совершившего две экспедиции в Антарктиду.

## История
Решение о строительстве собственной антарктической станции для поддержания проведения международной транс-антарктической экспедиции в рамках научных программ Международного геофизического года было принято правительством Новой Зеландии в 1956 году. Строительство станции началось в январе 1957 года и уже 20 января того же года состоялось официальное открытие станции. На момент создания станция представляла собой комплекс из шести зданий, соединённых крытыми переходами. С 1962 года станция была переведена на круглогодичный режим работы. В 1976 — 1977 годах на станции была проведена крупная реконструкция и часть оригинальных зданий была заменена на новые. В 2005 году на станции было возведено крупнейшее за её историю здание размером в 1800 м².

## Современное состояние
В настоящее время станция способна круглогодично принимать до 15 человек, а в летнее время обеспечивать проживание до 85 человек. Максимальное количество людей на станции проживало в январе 1999 года — 112, а минимальное во время зимовки 2000 года — 9.
За время существования станцию посетило около 10 000 человек.
Станция оборудована для проведения метеорологических, геофизических, гляциологических, океанологических и биологических наблюдений и исследований. База также активно используется в качестве международного маршрутного центра для исследований прилегающих территорий.
Станция оснащена взлётно-посадочной полосой, постоянная дорога связывает её с американской станцией Мак-Мердо.
В 2010 году построена ветряная электростанция мощностью около 1 МВт.

## Климат
|                                                                                        | январь | февраль | март  | апрель | май   | июнь  | июль  | август | сентябрь | октябрь | ноябрь | декабрь | среднее по году |
| -------------------------------------------------------------------------------------- | ------ | ------- | ----- | ------ | ----- | ----- | ----- | ------ | -------- | ------- | ------ | ------- | --------------- |
| Максимальная температура (°C)                                                          | −1.2   | −7.9    | −15.8 | −18.6  | −20.0 | −20.1 | −22.3 | −23.0  | −22.0    | −16.0   | −7.3   | −1.5    | −14.6           |
| Средняя температура (°C)                                                               | −4.5   | −11.4   | −20.5 | −24.0  | −25.6 | −26.0 | −28.3 | −29.7  | −28.1    | −21.3   | −11.4  | −4.8    | −19.6           |
| Минимальная температура (°C)                                                           | −7.9   | −15.1   | −25.1 | −29.4  | −31.1 | −31.9 | −34.4 | −36.4  | −34.2    | −26.7   | −15.5  | −8.2    | −24.7           |
| Влажность (%)                                                                          | 76.0   | 71.1    | 69.0  | 68.8   | 69.8  | 69.3  | 67.3  | 64.6   | 66.7     | 66.2    | 69.4   | 74.3    | 69.5            |
| Источник: Национальный институт водных и атмосферных исследований (недоступная ссылка) |        |         |       |        |       |       |       |        |          |         |        |         |                 |